# Arna Sigríður Albertsdóttir

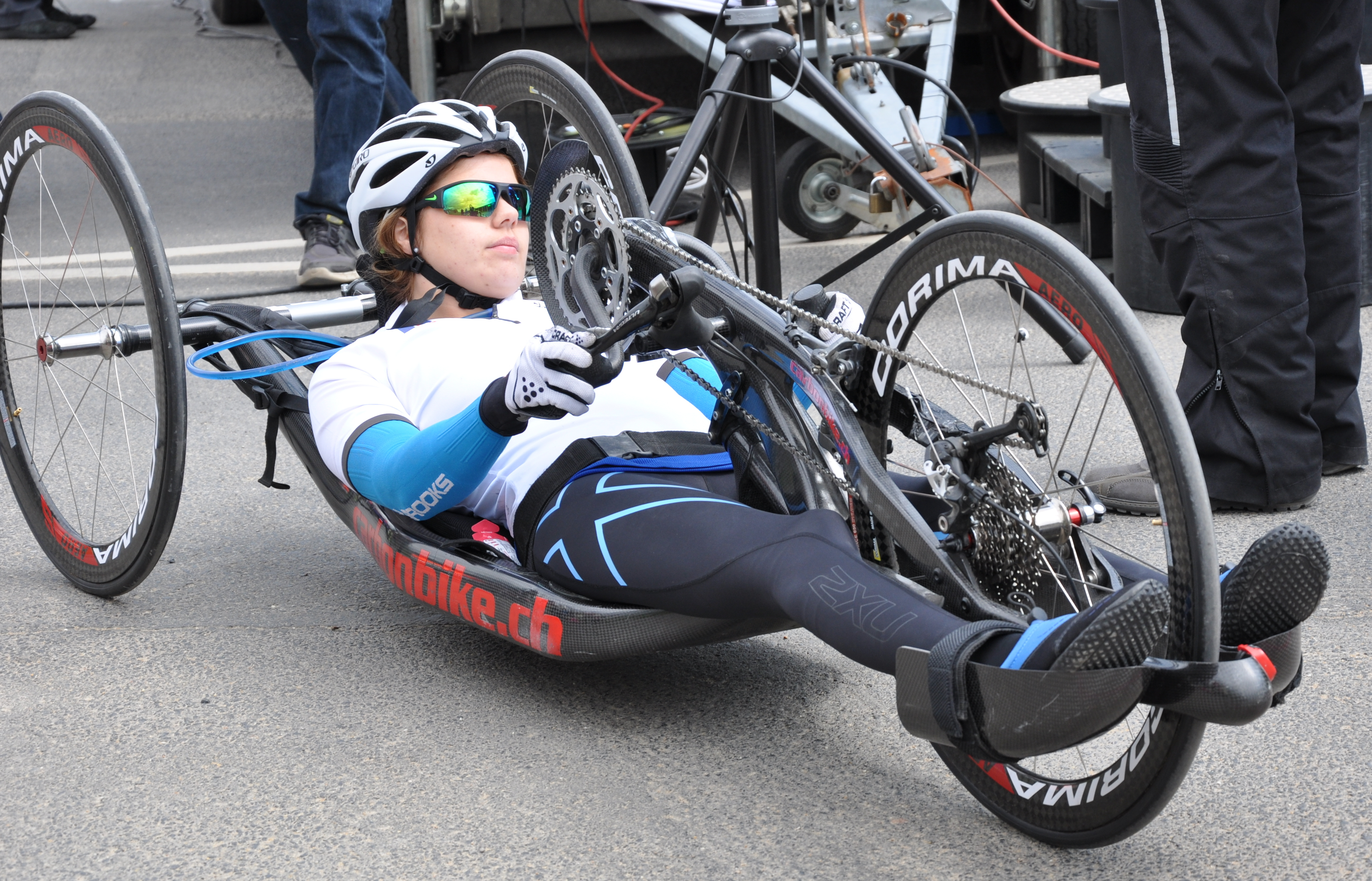
Arna Sigríður beim Paracycling-Europacup 2016 in Elsdorf

Arna Sigríður Albertsdóttir (* 8. Juni 1990 in Ísafjörður) ist eine isländische Handbikerin. Sie ist unabhängig von ihrer Behinderung die erste Radsportlerin ihres Landes, die bei UCI-Weltmeisterschaften gleich welcher Art startete.

## Sportliche Laufbahn
Arna Sigríður ist seit einem Skiunfall am 30. Dezember 2006 im norwegischen Geilo querschnittgelähmt und sitzt (als einzige Einwohnerin ihres Heimatortes Ísafjörður) im Rollstuhl. Sie wollte zunächst Schwimmen als Sport betreiben, was sich jedoch als nicht umsetzbar erwies, weil die erreichbaren Schwimmbäder nicht barrierefrei waren. Sie recherchierte im Internet und stieß auf das Handbiking. Da es Handbikes in Island nicht zu kaufen gab, musste sie eines im Ausland bestellen. Sie wurde die einzige Sportlerin ihres Landes, die leistungsmäßig Handbiking betreibt; mittlerweile gibt es weitere Handbiker, die von ihr inspiriert wurden. Auch fährt sie weiterhin Ski auf dem Monoskibob.
2015 begann Arna Sigríður mit dem Training. Sie trainiert meist drinnen. Mitunter fährt sie auf der Landebahn des lokalen Flughafens, auf dem ihr Vater arbeitet und wo täglich nur zwei bis drei Flüge verkehren.
Schon im selben Jahr startete Arna Sigríður bei den Paracycling-Straßenweltmeisterschaften in Nottwil in der Klasse H3; die Iceland Cycling Federation (Hjólreiðasamband Íslands) wurde erst zu diesem Zeitpunkt provisorisches Mitglied des Weltradsportverbandes UCI. Sie war der erste Sportler ihres Landes, der von der UCI lizenziert wurde und an UCI-Weltmeisterschaften teilnahm. Sie wurde 14. im Zeitfahren und 13. im Straßenrennen und damit jeweils Letzte. 2018 belegte sie Platz sieben im Straßenrennen und Platz acht im Zeitfahren und war anschließend Zehnte der Weltrangliste. Mittlerweile hat sie mit Hilfe von Sponsoren Möglichkeiten erhalten, an Trainingscamps in wärmeren Regionen, wie etwa Mallorca oder Lanzarote, teilzunehmen; sie lebt inzwischen in Reykjavík und wird von einem Personal Trainer betreut (Stand 2019). Sie wurde für die Sommer-Paralympics 2020 in Tokio nominiert und wurde 11. im Zeitfahren und 15. im Straßenrennen.
2021 startete Arna bei den Sommer-Paralympics in Tokio. Im Zeitfahren belegte sie Platz elf und im Straßenrennen Platz 15.

## Ehrungen
Am 30. Oktober 2021 wurden Arna Sigríður Albertsdóttir und Ingvar Ómarsson vom isländischen Radsportverband Hjólreiðasamband Íslands als Radsportler des Jahres ausgezeichnet.